# Государственный архив Кировоградской области

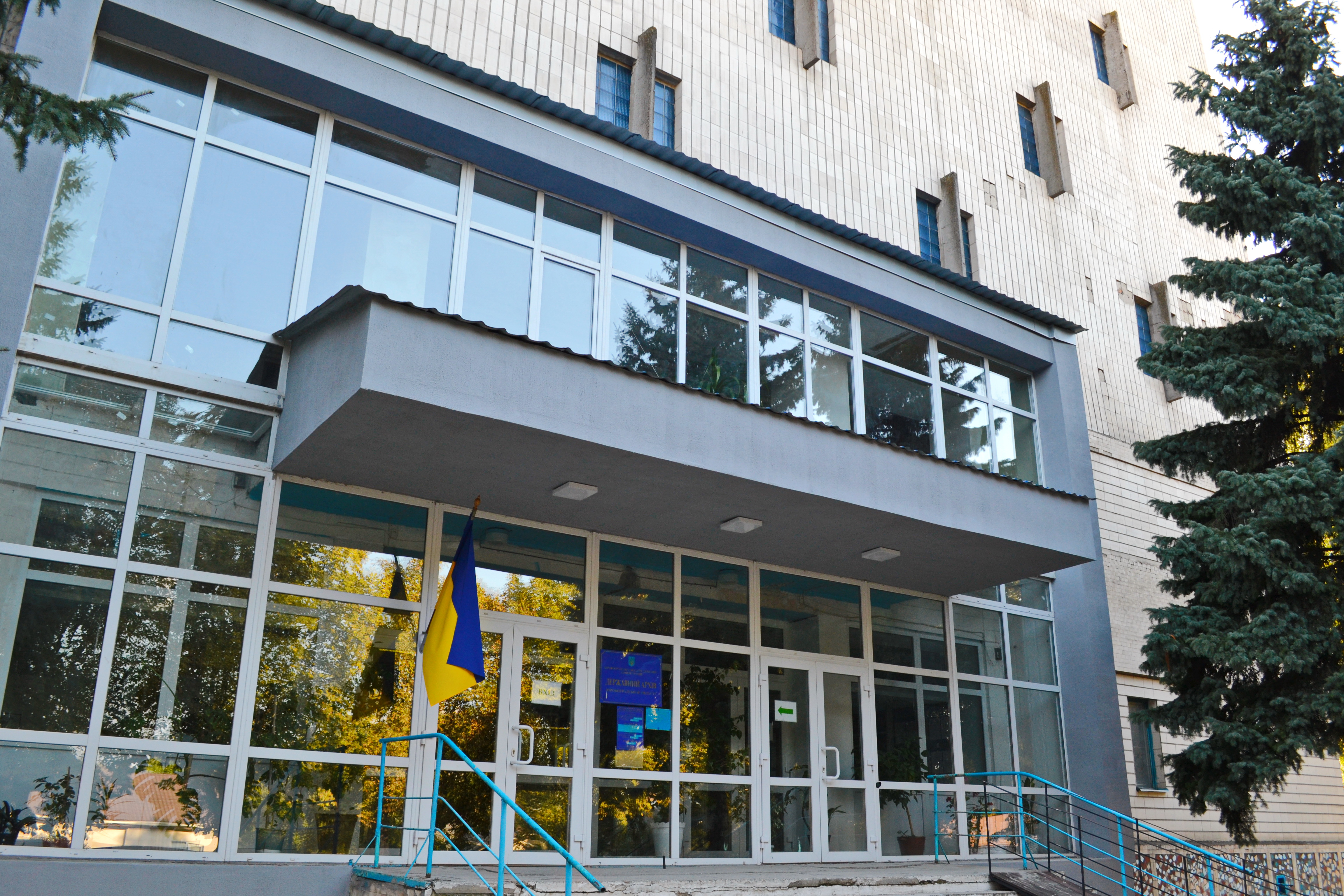

Государственный архив Кировоградской области — основное архивное учреждение Кировоградской области.

## История
17 ноября 1925 на заседании Президиума Зиновьевского окружного исполкома было принято решение об организации архива, который в конце 1930 года был ликвидирован. Вместо него было образовано Зиновьевское местное архивное управление. 10 ноября 1931 Секретариат ВУЦИК принял решение о реорганизации местных архивных управлений в Государственные исторические архивы. В начале 1932 года процесс реорганизации был завершен и Зиновьевское местное архивное управление изменило название на Зиновьевский государственный исторический архив.
В связи с переименованием в 1934 году Зиновьевске в Кирове произошли изменения и в названии архива, Зиновьевский государственный исторический архив стал называться Кировским государственным историческим архивом. С 1939 года, после образования в январе 1939 года Кировоградской области, Кировский государственный исторический архив стал называться Кировоградским областным государственным историческим архивом. С 1941 года по 1958 год архив назывался Государственным архивом Кировоградской области, с 1958 года по 1980 год — Кировоградским областным государственным архивом, с 1980 года — Государственным архивом Кировоградской области. В 1991 году в архив вместе с помещением и материально-технической базой были переданы документы фондов Партийного архива Кировоградского обкома КП Украины.

## Фонд
Документы архива конца XVIII — начала XXI века освещают экономическое, политическое и культурное развитие Елисаветградского, Александрийского и Бобринецкого уездов Херсонской губернии, историю Елисаветграда, заселение и освоение земель вокруг крепости Святой Елизаветы, образование военных поселений, развитие ремёсел и торговли, раскрывают некоторые стороны общественной жизни и быта населения.
В архиве есть документы фондов промышленных предприятий — заводов Эльворти, Яскульскому, Шкловского, Маловисковского и Саблино-Знаменского сахарных заводов, в которых отражен процесс возникновения и развитие промышленности в регионе.
Фотодокументы представлены фотоснимками городов Кировоградщины, фотографиями участников революционного движения на территории края, участников Великой Отечественной войны, партизан, подпольщиков, Героев Советского Союза и Социалистического труда, передовиков производства, общественных деятелей и деятелей науки, культуры и искусства.
- На бумажной основе (1759—2007):
  - фондов — 8 226;
  - дел — 1 301 879.
- научно-техническая документация — 218 единиц (1946—1990);
- кинодокументы — 251 единиц (1941—1990);
- фотодокументы — 23 256 единиц (1906—1930, 1941—2008);
- фонодокументы — 278 единиц (1962—2008);
- видеодокументы — 15 единиц (2002—2008);
- научно-справочная библиотека (1857—2008):
- книги и брошюры — 13 219;
- комплекты журналов — 644;
- подшивки газет — 6 933;
- специальные издания (карты, открытки, плакаты) — 4 239.